# Lepidophyma cuicateca
Espèce
Lepidophyma cuicateca est une espèce de sauriens de la famille des Xantusiidae.

## Répartition
Cette espèce est endémique de l'État d'Oaxaca au Mexique.

## Publication originale
- Canseco-Márquez, Gutiérrez-Mayén & Mendoza-Hernández, 2008 : A new species of night-lizard of the genus Lepidophyma (Squamata: Xantusiidae) from the Cuicatlan Valley, Oaxaca, Mexico. Zootaxa, n. 1750, p. 59-67.